# Devi
Devī (sanskrt देवी) sanskrtska je riječ koja znači „božica”; muški je oblik deva. Obje riječi označavaju nešto „nebesko”, „božansko”, „uzvišeno” te se koriste za opise ženskih i muških božanstava u hinduizmu. Riječ devi je povezana s latinskom riječju dea i grčkom riječju thea. Devi, kao oznaka vrhovne božice, naziva se i Devika. Prema Douglasu Harperu, devi i deva potječu od riječi Dev- = „svjetleći”, od *div- = „sjati” te su povezane s grčkom riječju dios („božansko”) i Zeusovim imenom, kao i latinskom riječju deus (deivos).
Hinduistička himna Devi Sukta govori o tome da je vrhovna stvarnost Božica, ženska esencija:
„Ja sam stvorila sve svjetove svojom voljom, bez pomoći nekog višeg bića te prebivam u njima.” — Devi Sukta, Rgveda
U spisima zvanim Vede, božice su spomenute mnogo puta, a najznačajnije su Parvati (Šivina druga supruga), Lakšmi (božica bogatstva), Prithvi (Majka Zemlja), Aditi (kozmički red) i Sarasvati (božica znanja). Doduše, više je pažnje dato muškim božanstvima. Sekta šaktizam posebno je posvećena Božici, koja je također znana kao Šakti („snaga”). U drugim hinduističkim tradicijama, za svakog boga se kaže da ima svoju božicu – Šiva čini par s Parvati, Sarasvati s Brahmom, a Lakšmi s Višnuom. U nekim tradicijama, jedan oblik Šakti, Bhuvaneshvari, smatra se „kraljicom svemira”, moćnijom od Šive, Brahme i Višnua (Trimurti). Tekst Devi Upanishad kaže da je Šakti Brahman („apsolutna stvarnost”) te da su iz nje nastale materija (Prakṛti) i svijest (Purusha).  

## Poveznice
- Šaktizam — sekta posvećena Šakti kao vrhovnom biću
- Lalita Sahasranama – himna Laliti (oblik Šakti)
- Shakti Peetha
- Spol Boga u hinduizmu
- Mahadevi